# ヨアナ・パラシオス
ヨアナ・パラシオス・メンドーサ（Yoana Palacios Mendoza、1990年10月6日 - ）は、アゼルバイジャン国籍の女子バレーボール選手。元キューバ代表。

## 来歴
キューバ・ハバナ出身。2009年、キューバ代表に初選出される。同年の北中米選手権で銅メダルを獲得した。2010年に日本で開催された世界選手権ではエースとして活躍した。2011年のモントルーバレーマスターズ、パンアメリカンゲームズの両大会で銀メダルを獲得した。2012年のワールドグランプリでは6位入賞し、自身もベストスパイカー賞を受賞した。
2013年以降は代表チームから離れ、海外のクラブチームに在籍している。2014年にアゼルバイジャンリーグの強豪ラビタ・バクーへ移籍した。

## 球歴
- 世界選手権 - 2010年
- 北中米選手権 - 2009年、2011年

## 受賞歴
- 2011年 パンアメリカンゲームズ MVP、ベストスパイカー賞
- 2012年 ワールドグランプリ ベストスパイカー賞

## 所属クラブ
- ナショナルチーム
- ラビタ・バクー（2014-2015年）
- ベシクタシュ（2015-2016年）
- Yunnan（2016-2017年）
- Vôlei Bauru（2017-2019年）
- VC Zhetyssu（2019-2021年）
- İlbank SK（2021-2022年）
- パナシナイコス（2022-2023年）
- Renasce Vôlei Sorocaba（2023-2024年）
- Al-Nassr VC（2024-）